# Oxydia subdecorata
Oxydia subdecorata är en fjärilsart som beskrevs av W. Warren 1904. Oxydia subdecorata ingår i släktet Oxydia och familjen mätare. Inga underarter finns listade i Catalogue of Life.